# Nuoto ai Giochi della XXV Olimpiade - Staffetta 4x100 metri misti femminile
Hanno partecipato alle batterie di qualificazione 17 nazioni: le prime 8 si sono qualificate per la finale.

## Finale
30 luglio 1992
| Posizione | Atlete | Paese             | Tempo      |
| --------- | ------ | ----------------- | ---------- |
|           |        | Stati Uniti       | 4:02.54 RM |
|           |        | Germania          | 4:05.19    |
|           |        | Squadra Unificata | 4:06.44    |
| 4         |        | Cina              | 4:06.78    |
| 5         |        | Australia         | 4:07.01    |
| 6         |        | Canada            | 4:09.26    |
| 7         |        | Giappone          | 4:09.92    |
| 8         |        | Paesi Bassi       | 4:10.87    |

## Non qualificate
| Posizione | Atleti | Paese       | Tempo   |
| --------- | ------ | ----------- | ------- |
| 9         |        | Italia      | 4:12.77 |
| 10        |        | Regno Unito | 4:16.51 |
| 11        |        | Danimarca   | 4:17.20 |
| 12        |        | Romania     | 4:17.91 |
| 13        |        | Spagna      | 4:19.27 |
| 14        |        | Francia     | 4:21.19 |
| 15        |        | Finlandia   | 4:23.07 |
| 16        |        | Sudafrica   | 4:24.28 |
| 17        |        | Messico     | 4:26.73 |